# Награды Ленинградской области
Награды Ленинградской области — награды субъекта Российской Федерации, учреждённые Правительством Ленинградской области.
Согласно «статье 9» Устава Ленинградской области от 27 июля 2001 года, областью могут учреждаться награды и почётные звания Ленинградской области.
Награды, почётные звания Ленинградской области являются формой поощрения граждан, организаций и трудовых коллективов за выдающиеся заслуги перед Ленинградской областью и её жителями.
Положения о наградах Ленинградской области утверждаются постановлениями Законодательного собрания, губернатора и Правительства Ленинградской области, а Почётные звания — областными законами.

## Перечень наград

### Высшие награды
| Изображение награды | Наименование награды                                                                                             | Дата учреждения    | Правила награждения | Источник |
|                     | Звание «Почётный гражданин Ленинградской области» ––– (Знак на ленте «Почётный гражданин Ленинградской области») | 20 марта 2009 года | Звание «Почетный гражданин Ленинградской области» является высшим знаком общественной признательности Ленинградской области лицам, внесшим выдающийся вклад в социально-экономическое развитие Ленинградской области, повышение её роли и авторитета в Российской Федерации и за рубежом. Звание «Почетный гражданин Ленинградской области» присваивается персонально пожизненно гражданам Российской Федерации, а также в исключительных случаях может присваиваться иностранным гражданам либо лицам без гражданства, тесно связанным по характеру своей деятельности с Ленинградской областью и внесшим выдающийся вклад в соответствии с положениями статьи 1 настоящего областного закона. Решение о применении исключительного случая принимается Законодательным собранием Ленинградской области. | Закон Ленинградской области от 20 марта 2009 года № 21-оз «О звании «Почетный гражданин Ленинградской области» ––– Описание нагрудного знака Почётного гражданина Ленинградской области |

### Знаки отличия
| Изображение награды | Наименование награды                                     | Дата учреждения     | Правила награждения | Источник |
|                     | Знак отличия «За заслуги перед Ленинградской областью»   | 30 июля 2007 года   | Знак отличия «За заслуги перед Ленинградской областью» является формой поощрения граждан со стороны исполнительной власти Ленинградской области за крупные личные достижения в производственной, научной, творческой и иной деятельности, способствующие экономическому, социальному, научно-техническому и культурному развитию Ленинградской области, повышению уровня жизни населения. Знака отличия удостаиваются граждане (Российской Федерации, иностранные граждане, а также лица без гражданства, тесно связанные по характеру своей работы с Ленинградской областью), пользующиеся всеобщим уважением и авторитетом в Ленинградской области. | Постановление Губернатора Ленинградской области от 30.07.2007 N 122-пг «Об учреждении знака отличия «За заслуги перед Ленинградской областью»                                               |
|                     | Знак отличия «За вклад в развитие Ленинградской области» | 6 мая 2002 года     | Знак отличия «За вклад в развитие Ленинградской области» является формой поощрения граждан со стороны государственной исполнительной власти Ленинградской области за многолетний труд и особый вклад в социально-экономическое, культурное развитие области, воспитание, просвещение, охрану здоровья, жизни и прав граждан, иные заслуги в развитии Ленинградской области. Знаком отличия награждаются граждане за высокое профессиональное мастерство, проработавшие не менее десяти лет в одной из сфер деятельности, и пользующиеся всеобщим уважением и авторитетом у работников коллектива или жителей Ленинградской области. Независимо от стажа знаком отличия награждаются граждане за мужество и высокое профессиональное мастерство, проявленные при спасении людей, объектов в чрезвычайных ситуациях и при ликвидации последствий этих ситуаций. | Постановление губернатора Ленинградской области от 6 мая 2002 года № 94-пг «Об учреждении знака отличия «За вклад в развитие Ленинградской области» –––                                     |
|                     | Знак отличия «Отцовская доблесть»                        | 15 апреля 2014 года | Знак отличия Ленинградской области «Отцовская доблесть» является формой поощрения и высшей степенью признания в Ленинградской области заслуги мужчины в воспитании детей. Знаком отличия награждается мужчина: - постоянно проживающий в Ленинградской области; - осуществляющий в соответствии с нормами Семейного кодекса РФ права родителя в отношении пяти и более несовершеннолетних лиц в возрасте до 18 лет на момент подачи документов для награждения в комитет по социальной защите населения Ленинградской области. При этом учитываются дети, усыновленные в установленном законом порядке, а также умершие вследствие заболевания либо несчастных случаев, катастроф, стихийных бедствий; - осуществляющий трудовую или иную приносящую доход деятельность; - не имеющий и ранее не имевший судимости, не подвергающийся и ранее не подвергавшийся уголовному преследованию (за исключением лиц, уголовное преследование в отношении которых прекращено по реабилитирующим основаниям) за преступления против жизни и здоровья, свободы, чести и достоинства личности (за исключением незаконного помещения в психиатрический стационар, клеветы и оскорбления), половой неприкосновенности и половой свободы личности, против семьи и несовершеннолетних, здоровья населения и общественной нравственности, основ конституционного строя и безопасности государства, а также против общественной безопасности. | Постановление губернатора Ленинградской области от 15 апреля 2014 года № 19-пг «Об учреждении награды Ленинградской области - знака отличия Ленинградской области "Отцовская доблесть"» ––– |

### Почётные знаки
| Изображение награды | Наименование награды                                                             | Дата учреждения      | Правила награждения | Источник |
|                     | Почётный знак «Слава матери»                                                     | 16 октября 2007 года | Почётный знак Ленинградской области «Слава Матери» является формой поощрения и высшей степенью признания заслуги женщины-матери в воспитании детей и её роли в укреплении семьи. Почётным знаком «Слава Матери» награждаются женщины, постоянно проживающие в Ленинградской области, родившие и достойно воспитавшие (воспитывающие) пять и более детей, при достижении последним ребёнком возраста трех лет. К награждению представляются матери, родившие пятого ребёнка и последующих детей в период с 1989 года по настоящее время и не награждённые орденами «Мать-героиня», «Материнская слава», «Родительская слава» или медалью «Медаль материнства». При награждении почётным знаком также учитываются дети, усыновленные женщиной в установленном законом порядке; погибшие или пропавшие без вести при защите Отечества или при исполнении иных обязанностей военной службы либо при выполнении долга гражданина по спасению человеческой жизни, по охране законности и правопорядка, а также умершие вследствие ранения, контузии, увечья или профессионального заболевания либо вследствие несчастных случаев, катастроф, стихийных бедствий. Женщина, представленная к награждению почётным знаком «Слава Матери», должна ответственно относиться к семье, выполнению родительского долга, заботиться о здоровье, физическом, психическом, духовном и нравственном развитии своих детей. | Постановление Губернатора Ленинградской области от 16 октября 2007 года № 190-пг «Об учреждении почётного знака Ленинградской области «Слава Матери» (недоступная ссылка) |
|                     | Почётный знак «Ветеран Труда» ––– (Звание «Ветеран труда Ленинградской области») | 15 ноября 2007 года  | Звание «Ветеран труда Ленинградской области» присваивается гражданам Российской Федерации, постоянно проживающим на территории Ленинградской области, имеющим трудовой стаж не менее 40 лет для мужчин и 35 лет для женщин, из которого трудовой стаж на территории Ленинградской области составляет не менее 25 лет для мужчин и 20 лет для женщин, достигшим возраста, необходимого для назначения трудовой пенсии по старости, удостоенным почётного звания Ленинградской области или награждённым знаком отличия Ленинградской области «За вклад в развитие Ленинградской области» или знаком отличия Ленинградской области «За заслуги перед Ленинградской областью», или Почётным дипломом Законодательного собрания Ленинградской области. Звание не может быть присвоено гражданам, имеющим неснятую или непогашенную судимость, и гражданам, уволенным по основаниям, предусмотренным пунктами 5-11 части первой статьи 81 Трудового кодекса Российской Федерации или пунктами 3-5, 7 и 8 части первой статьи 33, пунктами 1-3 части первой статьи 254 Кодекса законов о труде Российской Федерации. Лицам, удостоенным звания «Ветеран труда Ленинградской области», вручается почётный знак «Ветеран труда Ленинградской области» и выдаётся удостоверение. | Закон «О ветеранах труда Ленинградской области» – Постановление Правительства Ленинградской области от 24 октября 2008 года № 324 «Об утверждении формы и описания знака» |
|                     | Почётный знак Законодательного собрания Ленинградской области                    | 15 ноября 2013 года  | Почётный знак является высшей наградой Законодательного собрания Ленинградской области. Почётным знаком награждаются граждане за особо выдающиеся заслуги: - в социально-экономическом развитии Ленинградской области; - в укреплении российской государственности, парламентаризма, гражданского общества; - в деле защиты прав человека, охраны жизни и здоровья людей; - за деятельность, способствующую развитию и процветанию Ленинградской области. Почётным знаком награждаются граждане Российской Федерации, проработавшие в Ленинградской области не менее пяти лет и имеющие заслуги, указанные в Положении о Почётном знаке. В течение одного календарного года Почётным знаком могут быть награждены не более 10 лиц. Награждённому Почётным знаком вручаются нагрудный знак, удостоверение установленного образца и выплачивается единовременное денежное вознаграждение. | Положение о Почётном знаке Законодательного собрания Ленинградской области утверждённое постановлением ЗСЛО от 15 ноября 2013 года № 1250                                 |

### Почётные звания
| Изображение награды | Наименование награды                                                                                | Дата учреждения      | Правила награждения | Источник                                                                                              |
|                     | Почётные звания Ленинградской области ––– (Нагрудный знак к Почётному званию Ленинградской области) | 21 декабря 2010 года | Почётные звания Ленинградской области учреждены для награждения граждан за заслуги и большой личный вклад в социально-экономическое и культурное развитие Ленинградской области, высокое профессиональное мастерство, добросовестный труд, способствующие развитию Ленинградской области. Почётные звания присваиваются лицам, внёсшим значительный вклад в сфере своей профессиональной деятельности. Удостоенным почётных званий вручается соответствующий нагрудный знак, удостоверение к нему, выплачивается разовое денежное вознаграждение. | Закон от 21 декабря 2010 года № 80-оз «О звании «Почётный учитель Ленинградской области» (как пример) |

### Грамоты и благодарности
| Изображение награды | Наименование награды                                             | Дата учреждения      | Правила награждения | Источник |
|                     | Почётная грамота Губернатора Ленинградской области               | 24 декабря 2008 года | Награждение Почётной грамотой Губернатора Ленинградской области является формой поощрения за заслуги в защите Отечества и обеспечении безопасности государства, укреплении законности, охране здоровья и жизни, защите прав и свобод граждан, государственном строительстве, экономике, науке, культуре, искусстве, воспитании, просвещении, спорте, благотворительной деятельности и иные заслуги. Почётной грамотой Губернатора Ленинградской области награждаются граждане Российской Федерации, проработавшие в Ленинградской области не менее пяти лет и имеющие указанные выше заслуги. | Постановление Губернатора Ленинградской области от 24 декабря 2008 года № 271-пг «О Почётной грамоте и благодарности Губернатора Ленинградской области» |
|                     | Благодарность Губернатора Ленинградской области                  | 24 декабря 2008 года | Объявление благодарности Губернатора Ленинградской области является формой поощрения за заслуги в защите Отечества и обеспечении безопасности государства, укреплении законности, охране здоровья и жизни, защите прав и свобод граждан, государственном строительстве, экономике, науке, культуре, искусстве, воспитании, просвещении, спорте, благотворительной деятельности и иные заслуги. Благодарность Губернатора Ленинградской области объявляется гражданам Российской Федерации, проработавшим в Ленинградской области не менее трех лет и имеющим указанные выше заслуги.          | Постановление Губернатора Ленинградской области от 24 декабря 2008 года № 271-пг «О Почётной грамоте и благодарности Губернатора Ленинградской области» |
|                     | Почётная грамота Законодательного собрания Ленинградской области | 14 июня 2005 года    | Почётной грамотой Законодательного собрания награждаются коллективы предприятий, учреждений, общественных и других организаций независимо от форм собственности, представительные органы местного самоуправления Ленинградской области за существенные заслуги в содействии проведению социальной и экономической политики Ленинградской области, эффективной деятельности органов исполнительной власти, развитию местного самоуправления в Ленинградской области, осуществлению мер по обеспечению законности, прав и свобод граждан и за иные заслуги.                                     | Постановление Законодательного собрания Ленинградской области от 14 июня 2005 года № 746 «О наградах Законодательного собрания Ленинградской области»   |

### Памятные медали
| Изображение награды | Наименование награды                                                                     | Дата учреждения      | Правила награждения | Источник |
|                     | Памятная медаль «В честь 65-летия полного освобождения Ленинграда от фашистской блокады» | 30 января 2009 года  | Памятная медаль «В честь 65-летия полного освобождения Ленинграда от фашистской блокады» вручалась от имени Губернатора Ленинградской области гражданам - жителям Ленинградской области: - награждённым медалью «За оборону Ленинграда»; - награждённым знаком «Жителю блокадного Ленинграда». Памятная медаль «В честь 65-летия полного освобождения Ленинграда от фашистской блокады» не является государственной наградой Российской Федерации и наградой Ленинградской области, носится на правой стороне груди ниже государственных и ведомственных наград. Основанием для вручения памятной медали являлось награждение медалью «За оборону Ленинграда» или знаком «Жителю блокадного Ленинграда», подтвержденное удостоверением к медали или знаку. | Постановление Правительства Ленинградской области от 30 января 2009 года № 15 «О памятной медали «В честь 65-летия полного освобождения Ленинграда от фашистской блокады» |
|                     | Памятная медаль «25 лет выводу войск из Демократической Республики Афганистан»           | 15 февраля 2014 года | Памятная медаль «25 лет выводу войск из Демократической Республики Афганистан» вручалась от имени Губернатора Ленинградской области гражданам - жителям Ленинградской области: - участникам боевых действий в Демократической Республике Афганистан; - членам семей погибших военнослужащих, выполнявших свой воинский долг в Демократической Республике Афганистан. Памятная медаль была учреждена решением организационного комитета по подготовке мероприятий, посвященных 25-й годовщине вывода советских войск из Афганистана. Награждение проводилось по согласованию с правлением региональной организации Российского Союза ветеранов Афганистана, других организаций ветеранов войны в Афганистане, а также по решению Оргкомитета в связи с 25-летием окончания войны в Демократической Республике Афганистан и вывода войск. К медали прилагается удостоверение установленного образца. Всего было изготовлено 3800 медалей. | Памятная медаль «25 лет выводу войск из Демократической Республики Афганистан» на официальном сайте администрации Ленинградской области ---                               |
|                     | Памятная медаль «20 лет Законодательному собранию Ленинградской области»                 | 21 марта 2014 года   | Памятная медаль «20 лет Законодательному собранию Ленинградской области» была учреждена в ознаменование 20-летия образования высшего законодательного (представительного) органа государственной власти Ленинградской области. Памятная медаль вручалась от имени Председателя Законодательного собрания Ленинградской области гражданам - жителям Ленинградской области: - за активное участие в законотворческой деятельности, общественной жизни; - за обеспечение прав и свобод граждан; - за укрепление государственной власти и местного самоуправления; - за весомый вклад в социально-экономическое развитие Ленинградской области. К памятной медали прилагается удостоверение установленного образца. | Медаль «20 лет Законодательному собранию Ленинградской области» на официальном сайте Законодательного собрания ЛО                                                         |

## Награды муниципалитетов
| Изображение награды | Наименование награды                                     | Дата учреждения       | Правила награждения | Источник |
|                     | Знак отличия «За вклад в развитие Волховского района»    | 15 сентября 2011 года | Знак отличия «За вклад в развитие Волховского района» является наградой районного значения для поощрения физических лиц, профессиональная и общественная деятельность которых принесла значимые для муниципального района результаты в экономической, медицинской, образовательной, культурной, социальной, общественной либо в других сферах трудовой деятельности. Знаком отличия могут быть награждены граждане Российской Федерации, иностранные граждане, а также лица без гражданства. Награждение знаком отличия производится последовательно: лица, представляемые к награждению, должны быть награждены Почётной грамотой Губернатора Ленинградской области либо Благодарностью Губернатора Ленинградской области. | Положение Совета депутатов Волховского муниципального района от 15 сентября 2011 года № 34 о Знаке отличия Волховского района «За вклад в развитие Волховского района» – Пример Решения о награждении (недоступная ссылка) |
|                     | Знак отличия «За заслуги перед Всеволожским районом»     | 2006 год              | Знаком отличия «За заслуги перед Всеволожским районом» награждаются по решению Совета депутатов Всеволожского района Ленинградской области граждане за особо выдающиеся заслуги, связанные с развитием Всеволожского района, за высокие достижения в муниципальной и государственной, производственной, социально-культурной, общественной и благотворительной деятельности, позволившей существенным образом улучшить условия жизни жителей района, за заслуги в подготовке высококвалифицированных кадров, воспитании подрастающего поколения, поддержания законности и правопорядка. | Положение Совета депутатов Всеволожского муниципального района о Знаке отличия «За заслуги перед Всеволожским районом» |
|                     | Почётный знак «За заслуги перед Выборгским районом»      | 11 мая 2006 года      | Почётный знак «За заслуги перед Выборгским районом» является формой поощрения граждан со стороны муниципального образования «Выборгский район» Ленинградской области за многолетний труд и особый вклад в социально-экономическое, культурное развитие района, воспитание, просвещение, охрану здоровья, жизни и прав граждан, иные заслуги в развитии муниципального образования. Награждения Почётным знаком удостаиваются граждане Российской Федерации, иностранные граждане, а также лица без гражданства, тесно связанные по характеру своей работы с Выборгским районом. Награждение производится по решению главы муниципального образования «Выборгский район» Ленинградской области. Граждане, награждённые Почётным знаком, единовременно премируются в размере пятидесятикратного минимального размера месячной оплаты труда, установленного законодательством Российской Федерации, за счёт средств бюджета муниципального образования, предусмотренных по смете расходов на содержание совета депутатов.                                                                             | Решение Совета депутатов МО «Выборгский район» Ленинградской области от 11 мая 2006 года № 65 «Об учреждении Почётного знака «За заслуги перед Выборгским районом»                                                         |
|                     | Знак отличия «За вклад в развитие Кингисеппского района» | 30 октября 2012 года  | Знак отличия «За вклад в развитие Кингисеппского района» является формой поощрения граждан со стороны администрации Кингисеппского муниципального района за многолетний труд и особый вклад в социально-экономическое, культурное развитие района, воспитание, просвещение, охрану здоровья, жизни и прав граждан, иные заслуги в развитии Кингисеппского района. Знаком отличия награждаются граждане за высокое профессиональное мастерство, проработавшие не менее десяти лет в одной из сфер деятельности и пользующиеся всеобщим уважением и авторитетом у работников коллектива или жителей Кингисеппского района. Независимо от стажа знаком отличия награждаются граждане за мужество и высокое профессиональное мастерство, проявленные при спасении людей, объектов в чрезвычайных ситуациях и при ликвидации последствий этих ситуаций. Граждане, награждённые знаком отличия, разово премируются за счёт средств бюджета МО «Кингисеппский муниципальный район». Количество вручаемых знаков отличия ежегодно не превышает пяти. Повторное награждение знаком отличия не производится. | Постановление администрации МО «Кингисеппский муниципальный район» от 30 октября 2012 года № 2459 «Об учреждении знака отличия Кингисеппского района «За вклад в развитие Кингисеппского района»                           |
|                     | Почётный знак «За заслуги перед Сланцевским районом»     | 1 октября 2010 года   | Почётный знак «За заслуги перед Сланцевским районом» учреждён администрацией Сланцевского муниципального района в целях поощрения граждан, внёсших значительный вклад в социально-экономическое развитие Сланцевского района, достигших высоких результатов в здравоохранении, образовании, культуре, проявивших мужество и высокое мастерство при спасении людей, объектов, оказывающих активную благотворительную и спонсорскую помощь. | Постановление от 1 октября 2010 года № 1013-п «Об учреждении Почётного знака «За заслуги перед Сланцевским районом» |
|                     | Почётный знак «За заслуги перед Тихвинским районом»      | 20 марта 2009 года    | Почётный знак «За заслуги перед Тихвинским районом» является формой поощрения граждан со стороны Администрации муниципального образования Тихвинский муниципальный район Ленинградской области: - внесших значительный вклад в социально-экономическое развитие Тихвинского района, в сохранение исторического и культурного наследия; - за многолетнюю плодотворную деятельность, направленную на развитие Тихвинского района и повышение благосостояния его жителей; - за высокие достижения в здравоохранении, образовании, культуре, спорте, общественной деятельности; - за активную благотворительную и спонсорскую помощь, проявленное мужество и высокое профессиональное мастерство; - за иные заслуги. | Постановление от 20 марта 2009 года № 01-453-а «О Почетном знаке «За заслуги перед Тихвинским районом» |
|                     | Почётный знак «Гатчина – город воинской славы»           | 1 января 2001 года    | Почётный знак муниципального образования «Город Гатчина» «Гатчина - город воинской славы» является одной из высших наград муниципального образования «Город Гатчина», выражением признательности, благодарности, уважения гражданину, активно участвующему в общественной жизни города Гатчины, внёсшему личный вклад в социально-экономическое развитие города Гатчины, военно-патриотическое, духовное и нравственное воспитание молодёжи. Почётным знаком может быть награждено не более трех лиц в год. Лицу, которое награждено Почётным знаком, вручается почётный знак и удостоверение к нему. | Решение Совета депутатов города Гатчины от 1 января 2001 года № 2 «О Почётном знаке муниципального образования «Город Гатчина» «Гатчина - город воинской славы»                                                            |
|                     | Памятная медаль «Город воинской славы — Луга»            | май 2015 года         | Памятная медаль «Город воинской славы — Луга» является поощрением за проделанную работу по патриотическому воспитанию молодёжи и подготовке к празднованию 70-летия Победы в Великой Отечественной войне. | Постановление Совета ветеранов Великой Отечественной войны, труда и военной службы города Луга «О памятной медали «Город воинской славы — Луга»                                                                            |